# Wissadula periplocifolia
Wissadula periplocifolia är en malvaväxtart som först beskrevs av Carl von Linné, och fick sitt nu gällande namn av Karel Presl och George Henry Kendrick Thwaites. Wissadula periplocifolia ingår i släktet Wissadula och familjen malvaväxter. Inga underarter finns listade i Catalogue of Life.